# 阿方索·塞拉
阿方索·塞拉（義大利語：Alfonso Sella，1865年9月25日—1907年11月25日）是一位意大利物理学家，曾与阿尔费雷多·波凯蒂诺（Alfredo Pochettino）在1902年发现了温泉中的放射性气体。